# DxO One
Le DxO One était un appareil photographique connecté commercialisé par la société française DxO Labs. Conçu pour être utilisé comme complément d'un téléphone mobile ou d'une tablette, il s'agissait d'un concurrent du RX100 III de Sony. Il était annoncé mi-juin 2015 et sort en octobre de la même année.
Le produit était abandonnée en 2018.

## Généralités
Cet appareil photographique numérique était conçu pour pouvoir être branché sur un téléphone ou travailler en autonomie. Similaire à une GoPro lorsqu'elle est utilisée seule, la DxO One ne propose pas d'écran pour visualiser les photos. L'affichage des informations de prise de vue se fait quant à lui au moyen d'un écran OLED.
Il était fabriqué par la société française DxO Labs , concevant et commercialisant des logiciels. Son poids est de 108 grammes. La DxO ONE se dote désormais des fonctions Facebook Live Multi-Caméras et Time-Lapse.
Conçu pour être utilisé comme complément d'un téléphone mobile ou d'une tablette, il s'adapte aux produits de la marque Apple type iPhone ou iPad, et devient compatible avec certains téléphones Android via le programme Early Access. Lorsqu'elle est connectée, la visualisation des clichés et le pilotage de l'appareil photo se font via l'écran tactile de l'instrument. Une connectique lightning assure le transfert des informations. Cette connexion filaire assure un transfert rapide, plus adapté que le Wi-Fi notamment. Le pilotage est assuré par une application mobile dédiée.
Lancé en 2015, cet appareil photo se réclame le concurrent des modèles Sony RX, ses performances et son prix de vente étant comparables. Cependant, contrairement à ses concurrents, le module ne propose ni zoom optique, ni flash. Pour ce dernier, la DxO One utilise les LED présentes sur l'iPhone.

## Performances optiques et logicielles
La conception optique de la DxO One est innovante : elle propose un design à 6 lentilles dont un aplanisseur de champ. L'objectif n'est pas interchangeable, il s'agit d'une focale 11,9 mm, équivalent 32 mm pour les capteurs plein format. Ceci en fait un appareil photo grand angle, à l'instar des photophones standards. L'objectif jouit d'un diaphragme mécanique à six lames permettant d'ajuster l'ouverture entre f/1.8 et f/11. Le logiciel de pilotage de l'appareil inclut un zoom numérique x3.
Le DxO One permet de générer des fichiers JPG, DNG (format RAW), MOV (H.264, pour la vidéo) et DXO, un format inventé par la marque et nommé SuperRAW,
L'entreprise revendique, à sa sortie, plusieurs  fonctionnalités particulières :
- Plus petit appareil photo à capteur 1” au monde mesurant moins de 7 cm de hauteur et pesant moins qu’un iPhone.
- Mode autonome et assistance au cadrage pour composer et prendre rapidement des photos d’une seule main.
- Connexion directe via le connecteur Lightning de l'iPhone ou l'iPad.
- Commande à distance de l’appareil en Wi-Fi activable d’un seul geste.
- Partage instantané des images de la DxO ONE sur Facebook, Twitter, Instagram, etc.
- Batterie lithium-ion rechargeable et port microSD intégrés.

## Évaluations

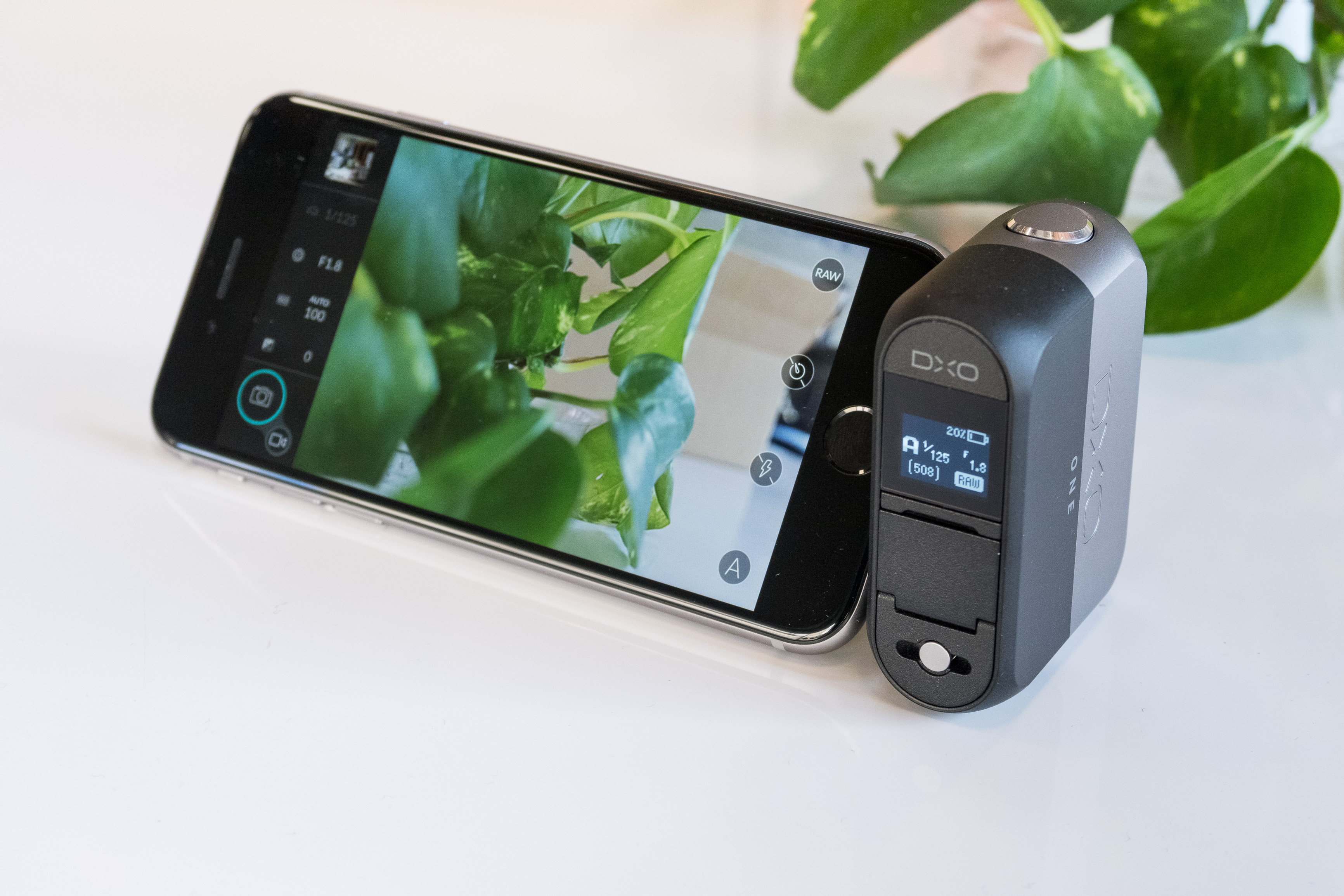
Un DxO ONE monté sur un Apple iPhone 6.

L'entreprise DxO Labs proposant depuis plusieurs années un service d'analyse de performances des appareils photo commerciaux (DxOMark), elle a noté son produit et l'a comparé aux autres. En mode SuperRAW, l'appareil atteint selon leurs critères une note comparable au reflex Nikon D5500. En mode JPEG, l'appareil présente des performances comparables à ses homologues Sony, dont il partage le même capteur.
L'appareil photo a été critiqué pour son manque d'autonomie. La batterie assure seulement 200 clichés et la connexion à l'iPhone ne permet pas pour autant de profiter de la batterie de ce dernier. D'autre part, le module ne comporte pas le trou taraudé nécessaire pour être attaché sur un trépied.
Le photographe professionnel Nian Zeng a réalisé tout un reportage en noir et blanc, « Hommes et Dieux », avec cet appareil. Il a reçu le prix Innovation 2015-2016 de la European Imaging and Sound Association.